# Pheosia permagna
Pheosia permagna är en fjärilsart som beskrevs av Felix Bryk 1948. Pheosia permagna ingår i släktet Pheosia och familjen tandspinnare. Inga underarter finns listade i Catalogue of Life.